# النجود (حزم العدين)

تعديل مصدري - تعديل

النجود محلة تابعة لقرية الاحطوب، التابعة لعزلة الاجعوم بمديرية حزم العدين إحدى مديريات محافظة إب في الجمهورية اليمنية، بلغ تعداد سكانها 229 حسب تعداد اليمن لعام 2004.